# Ivor Roberts

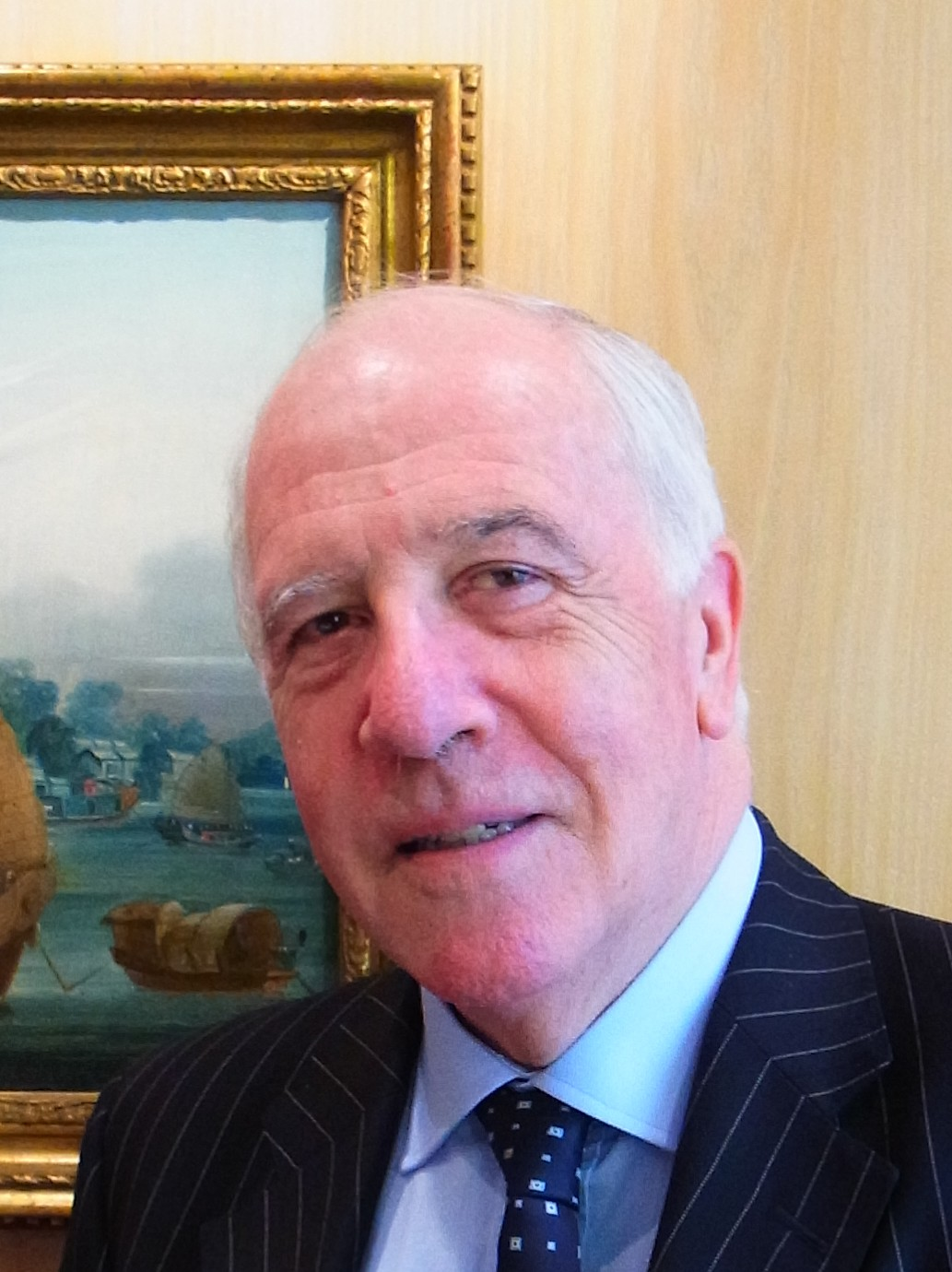

Ivor Roberts (nacido en 1946) es un político británico. Fue presidente del Trinity College, Oxford, ha sido embajador británico en Yugoslavia, Irlanda e Italia.

## Biografía
Nacido en Liverpool, Roberts se educó en la University of Oxford (Keble College, ahora Honorary Fellow), donde se graduó en lenguas modernas (1968), pasando después al Ministerio de Asuntos Exteriores (Foreing Office). 
En 1992 fue el primer embajador en la República Federal de Yugoslavia, tras su reconocimiento como un estado. En 1998-99 se tomó un año sabático como Miembro Senior No Numerario del St Antony's College, Oxford. De 1999–2003 fue embajador ante la República de Irlanda, pasando a ser el embajador en Italia en marzo de 2003.
En el año 2000 fue nombrado caballero comendador de la Orden de San Miguel y San Jorge.
El 18 de septiembre de 2004, saltó a la controversia describiendo a George W. Bush como el "mejor sargento" de Al-Qaeda.
El 24 de septiembre de 2006, en la columna de Pendennis The Observer se informó que siguiendo un informe, el Ministerio de Asuntos Exteriores abandonó la tradición secular de permitir la despedida de sus diplomáticos con un último telegrama donde se podían expresar libremente. Esto sucedió a raíz del mensaje de sir Ivor Roberts donde esgrimió: Que la Guerra contra el Terror no funciona, y que Tony Blair ha impuesto una cultura sandeces (mierda) en su ministerio.
El 25 de febrero de 2010, volvió a carcajear a la audiencia de la Escuela Diplomática de Madrid ante el comentario: "¿Si Van Rompuy y Ashton son la respuesta, ¿qué puñetas es la pregunta?".
Está casado con la Dra. Elizabeth Roberts, nacida Smith, formada como diplomática en el Departamento de Asuntos Exteriores y Comercio de Australia, conferenciante y escritora sobre política balcánica. Ellos tienen dos hijos y a una hija. 
Fue confirmado Presidente del Trinity College, Oxford en mayo de 2005, ocupando esa posición el 20 de septiembre de 2006.
Decano (Chairman) de la Academia británica en Roma (British School at Rome) y ´miembro del Patronato de la Fundación Venecia en Peligro (Venice in Peril Fund). Asimismo es consejero del (King's College group) en Madrid y es miembro del Consejo Internacional del irlandés Independent News and Media Group.

## Libros
- Sir Ivor ha editado (seis ediciones) de SATOW’S DIPLOMATIC PRACTICE, escrito originalmente en 1917 por Sir Ernest Satow and widel y extensamente utilizado en las embajadas de todo el mundo, 730pp. publicado por Oxford University Press en 2009. (ISBN 978-0-19-955927-5) y por http://entertainment.timesonline.co.uk/tol/arts_and_entertainment/the_tls/article6893814.ece reviewed] by Sir Jeremy Greenstock in the London Times (28 de octubre de 2009).